# Coscinodiscophyceae

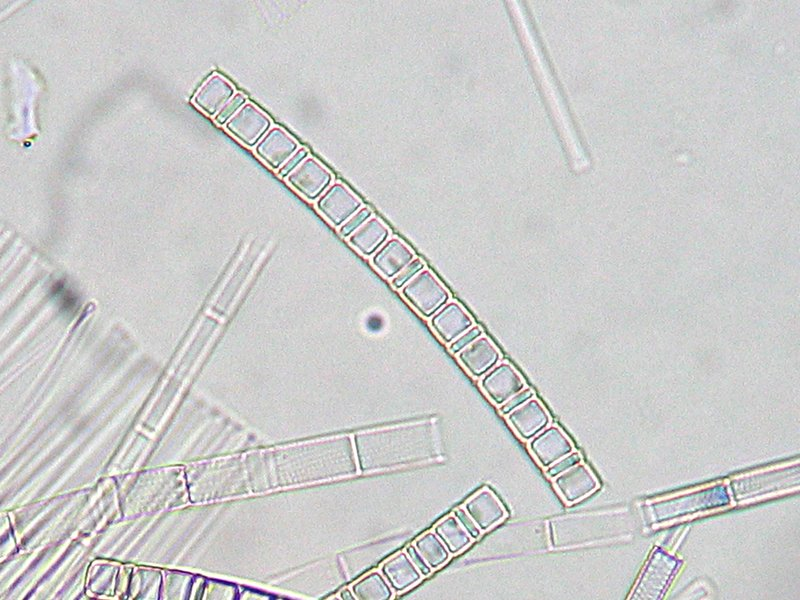
Aulacoseira granulata.

Coscinodiscophyceae sensu stricto é um grupo de algas do grupo das diatomáceas, também designadas por "radiadas centrais", caracterizadas por apresentarem forma cilíndrica e simetria radiada, onde a estrutura circular da valva está disposta num ponto central. O grupo aparentemente constitui um grupo basal, embora parafilético, das diatomáceas. Quando considerado em sensu lato equivale às diatomáceas Centrales. 

## Descrição
As Coscinodiscophyceae são uma classe (embora em alguns sistemas sejam tratadas noutros níveis taxonómicos de diatomáceas com frústula cêntrica. Em sistemas classificativos mais antigos estes organismos unicelulares eram designados por diatomáceas centradas (Centrales ou Centralis). No entanto, também existem representantes deste grupo que apresentam simetrias radiais a bilaterais, as Cymatosiraceae são um exemplo disso.
Todos os tipos conhecidos são planctónicos. Têm como característica comum apresentarem numerosos cloroplastoss muito pequenos. Não são móveis no estágio vegetativo, mas os espermatozoides, ou seja os gâmetas masculinos, se movem com a ajuda de um flagelo apical. Fundem-se com um óvulo (gâmeta feminino) e dão origem a uma estrutura zigótica designada por auxospóro. Muitas espécies, quando as condições ambientais são adversas, formam esporos específicos para estágios de repouso, os quais são formados por algas no estado vegetativo, embora difiram morfologicamente das células vegetativas comuns.

## Taxonomia e sistemática
Em anteriores sistemas de classificação, o grupo incluía as seguintes subclasses:
- Biddulphiophycidae
- Chaetocerotophycidae
- Corethrophycidae
- Coscinodiscophycidae
- Cymatosirophycidae
- Lithodesmiophycidae
- Rhizosoleniophycidae
- Thalassiosirophycidae

Alguns destes agrupamentos foram transferidos para as Mediophyceae pelo que na circunscrição taxonómica mais consensual, as Coscinodiscophyceae são divididas em 4 subclasses que conjuntamente agrupam 16 ordens (situação em Maio de 2017):
- Subclasse Archaegladiopsophycidae Nikolaev & Harwood – em conjunto 79 espécies
  - Archaegladiopsidales Nikolaev & Harwood – 12 espécies
  - Gladiales Nikolaev & Harwood – 9 espécies
  - Stephanopyxales Nikolaev – 57 espécies
- Subclasse Corethrophycidae Round & R.M.Crawford – em conjunto 9 espécies
  - Corethrales Round & R.M.Crawford
- Subclasse Coscinodiscophycidae Round & R.M.Crawford – em conjunto 624 espécies
  - Arachnoidiscales Round
  - Asterolamprales Round – 46 espécies
  - Coscinodiscales Round – 506 espécies
  - Ethmodiscales Round – 2 espécies
  - Paraliales R.M.Crawford – 5 espécies
  - Stellarimales Nikolaev & Harwood – 14 espécies
  - Stictocyclales Round
  - Stictodiscales Round & R.M.Crawford – 51 espécies
  - Triceratiales Round & R.M.Crawford – 93 espécies
- Subclasse Melosirophycidae E.J.Cox – em conjunto 165 espécies
  - Melosirales R.M.Crawford

## Galeria

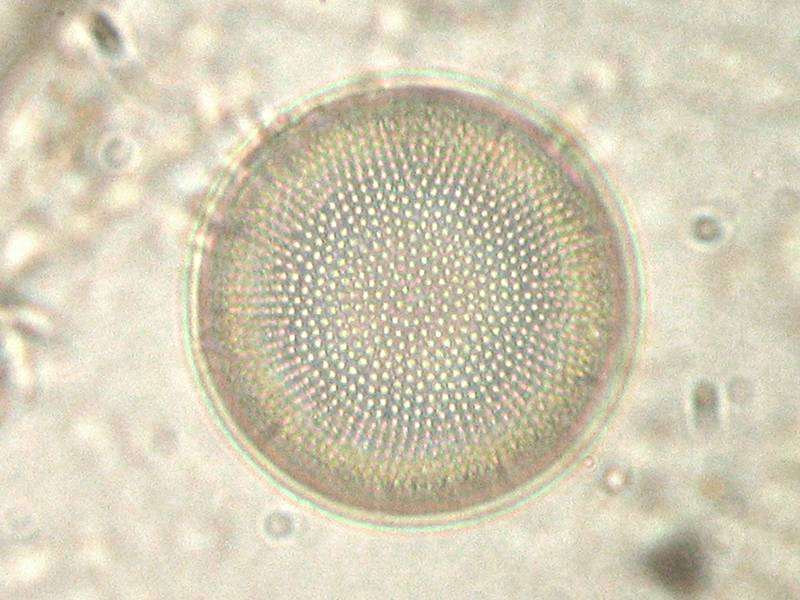
Actinocyclus.
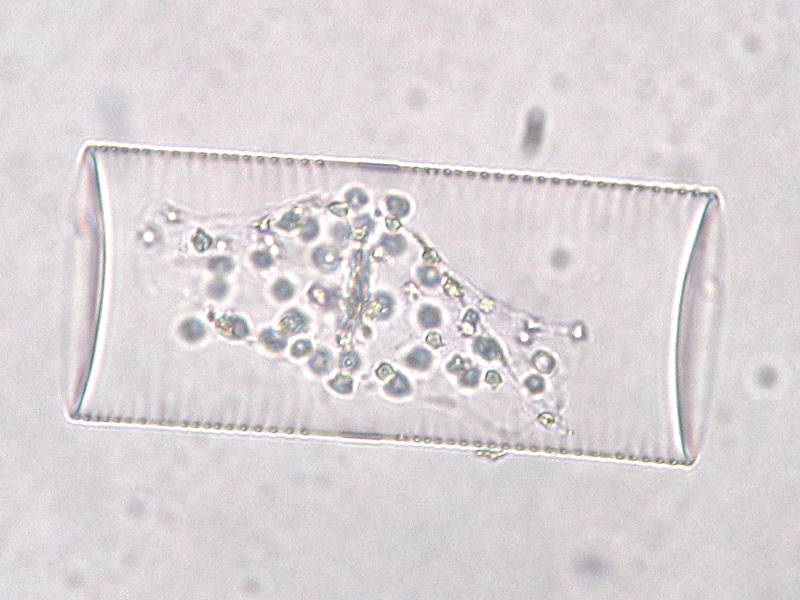
Guinardia.
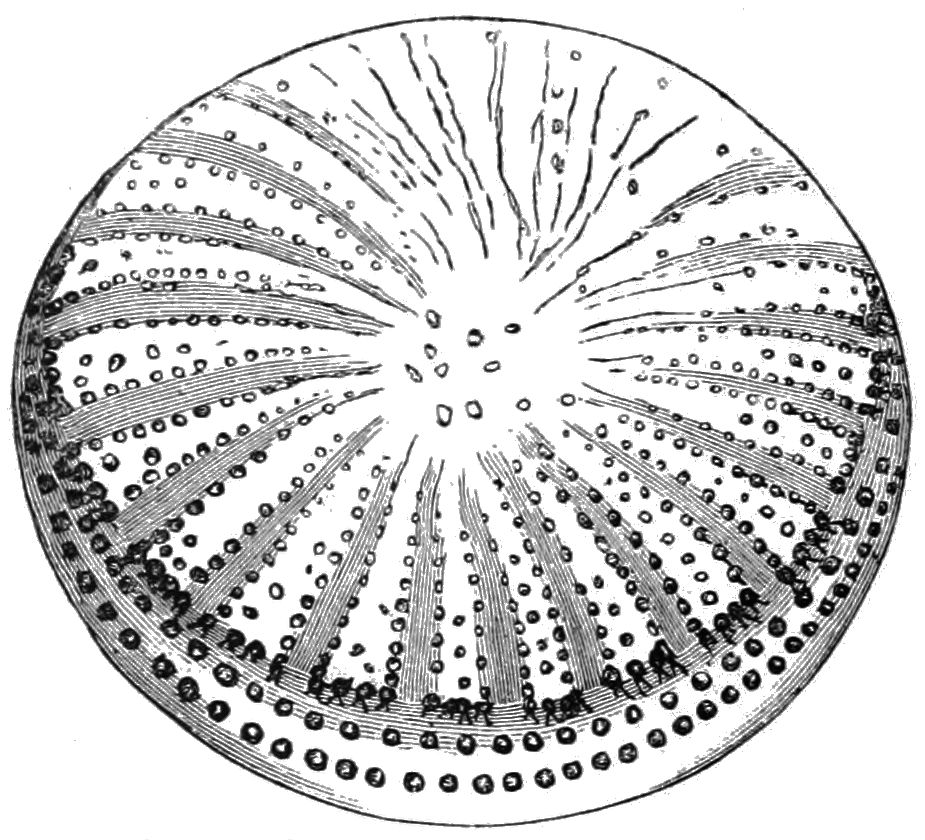
Stictodiscus (ilustração de de 1892).